# Advertorial
Een advertorial of publireportage (Belgisch-Nederlands) is een advertentie, in de vorm van een redactioneel artikel. Daardoor ontstaat er een ogenschijnlijk objectieve publicatie. 
Advertorials lijken meer nieuwswaarde te bevatten dan gewone advertenties. De redactionele opmaak suggereert dat.  Maar de vormgeving mag niet identiek zijn aan die van de echte redactionele pagina's. De uiting moet herkenbaar zijn als advertorial en daarom eisen de vak- en publieksmedia ook dat er advertorial of advertentie in de publicatie staat. De typografie doet dus denken aan die van de redactionele pagina's, maar er moet meestal wel voor een ander lettertype en een andere kolombreedte en indeling gekozen worden. Voor plaatsing in een redactionele publicatie zal de betreffende bladredactie de advertorial eerst willen goedkeuren. Om een optimale geloofwaardigheid te bereiken, kan men om een meer objectieve schrijfstijl hanteren dan in advertenties gebruikelijk is.
Veel bedrijfsbladen en nieuwsbrieven bestaan vrijwel alleen uit advertorials, testimonials en productnieuws. Testimonials zijn al dan niet gefingeerde interviews met klanten die verklaren waarom ze voor een bepaald merk en een bepaalde oplossing gekozen hebben en wat ze ermee doen. Wanneer die klanten uitsluitend met initialen aangeduid worden, is er waarschijnlijk sprake van gefingeerde interviews.
Advertorials hebben veel gemeen met infomercials. Een infomercial is een commercial in een redactioneel jasje.